# Tout smouales étaient les Borogoves
Tout smouales étaient les Borogoves (titre original : Mimsy Were the Borogoves) est une nouvelle de science-fiction des écrivains Henry Kuttner et Kathleen Moore, sous le pseudonyme de Lewis Padgett, parue en février 1943 dans la revue Astounding Science Fiction. Elle a été traduite en français par Boris Vian et est parue dans sa version française en 1953 dans le Mercure de France.
Le titre original en anglais de la nouvelle est Mimsy Were the Borogoves. Ce titre énigmatique est tiré d'un vers du poème Jabberwocky  de Lewis Carroll.
La nouvelle a reçu en 2019, à titre rétroactif, le prix Hugo de la meilleure nouvelle longue 1944.

## Résumé
Plusieurs milliers d'années dans l'avenir, sur une autre planète que la Terre, un scientifique nommé Unthahorsten réalise des expériences afin de découvrir le moyen de voyager dans le temps. À cet effet, il envoie avec sa « chronomachine » deux boîtes dans le passé remplies des premiers objets qui lui tombent sous la main, à savoir des jouets éducatifs pour les enfants.
La première boîte arrive au milieu du XXe siècle et la seconde vers la seconde moitié du XIXe siècle. Aucune des deux boîtes ne revient à son point de départ. Pensant avoir échoué, Unthahorsten abandonne alors ses expériences. Il ignore qu'il vient de commettre une sérieuse bévue car, loin de se perdre, les jouets ont été trouvés par des enfants qui, à leur contact, commencent à développer de nouvelles capacités psychiques.
C'est le cas de Scott Paradine et sa sœur Emma au XXe siècle : les enfants découvrent fortuitement les objets découverts dans la boîte, jouent avec eux, tâtonnent pour découvrir les règles des jeux, et leur conscience se modifie. Ils ne raisonnent plus sur un mode « euclidien » et « cartésien », mais selon une autre forme de pensée, basée sur l'intuition et l'empirisme. Au début, les parents ne voient pas que les enfants jouent avec ces étranges jouets, mais lorsqu'ils découvrent leur existence et qu'ils en parlent à Holloway, un psychiatre de leurs amis, ils sont stupéfaits et prennent peur, à moins que ce soit l'ami psychiatre qui se trompe ? Quoi qu'il en soit, lorsque le père des enfants découvre que ces derniers développent un langage hermétique et qu'il se met à rechercher les jouets pour les détruire, les enfants ont disparu, emportés vers une autre dimension inaccessible aux adultes. Comme le disait Humpty Dumpty dans Alice au pays des merveilles : ils se sont mis à « gyrer » et à « bilber »...
Un siècle plus tôt, une autre enfant a découvert la deuxième caisse de jouets : elle s'appelle Alice Liddell. Ici réside la clef de l'histoire : la jeune Alice (trop âgée, elle ne trouvera pas « le chemin ») dicte à son précepteur, Lewis Carroll, le poème Jabberwocky qui est en fait le code spatio-temporel permettant aux initiés de retrouver le temps d'origine. C'est en déchiffrant ce rébus dans le célèbre ouvrage « pour enfants » (en fait, sa suite, De l'autre côté du miroir) que les enfants Paradine, conditionnés par les jouets éducatifs, vont disparaître de notre continuum, laissant leurs parents éplorés dans une tragédie sans recours possible... La récupération, dans une nouvelle du XXe siècle, du poème ésotérique de Lewis Carroll comme moteur de l'intrigue est à la fois un tour de force littéraire et un hommage inattendu au grand écrivain, expliquant la célébrité de ce conte que Boris Vian traduisit d'enthousiasme.

## Publications et adaptations

### Publications en France
Cette nouvelle, traduite par Boris Vian, parue en 1953 dans le Mercure de France, a été reprise dans les anthologies suivantes :
- Hubert Juin, Univers de la science-fiction, Club des Libraires de France, 1957.
- Les Vingt Meilleurs Récits de science-fiction, éd. Marabout-Gérard, 1964, Bibliothèque marabout - Géant, n° G207.
- Les Meilleurs récits de Astounding Science-Fiction - 2 : période 38-45, J'ai lu, 1979, science-Fiction (1re série), n° 988.
- Histoires de la quatrième dimension, Livre de poche, novembre 1983 (réédité en 1986), La Grande Anthologie de la science-fiction, n° 3783

### Adaptation au cinéma
- 2007 : Mimzy, le messager du futur (The Last Mimzy) réalisé par Robert Shaye

### Adaptation à la télévision
- 1970 : Tout spliques étaient les Borogoves de Daniel Lecomte